# Marumba ochrea
Marumba ochrea är en fjärilsart som beskrevs av Clayton Dissinger Mell 1922. Marumba ochrea ingår i släktet Marumba och familjen svärmare. Inga underarter finns listade i Catalogue of Life.